# John Bragge
 (décembre 2020).
Pour les articles homonymes, voir Bragg et Bragge.
John Bragge (aussi transcrit Bragg) est un Deputy Lieutenant anglais résidant du village de Thorncombe (Devonshire, puis Dorsetshire à partir de 1844). 
La famille Bragge vivait depuis l’époque de William Bragge (1640-1713) dans leur manoir Sadborow Hall (Sadbury, Sadboro ou Sadborrow). John Bragge se marie en 1762 a Bath. Bragge entreprend la reconstruction de Sadborow Hall entre 1773 et 1775 selon un style géorgien d’après la conception de l’architecte John Johnson.

## Postérité
En 1767, le peintre Thomas Gainsborough réalise à leur demande un portrait de chacun des deux époux, John et Elizabeth. Conservées par les générations suivantes, les deux œuvres sont vendues séparément à des acheteurs américains, en 1909. Le portrait de John Bragge est ensuite acquis, en 1983, par le Dorset County Museum (en), tandis que celui d'Elizabeth est légué en 2022 à une association caritative. En 2023, et pour une durée de trois ans, les deux portraits sont à nouveau réunis au Dorset Museum à partir du 14 janvier, jour de la Saint-Valentin.